# Oyler Wassermühle

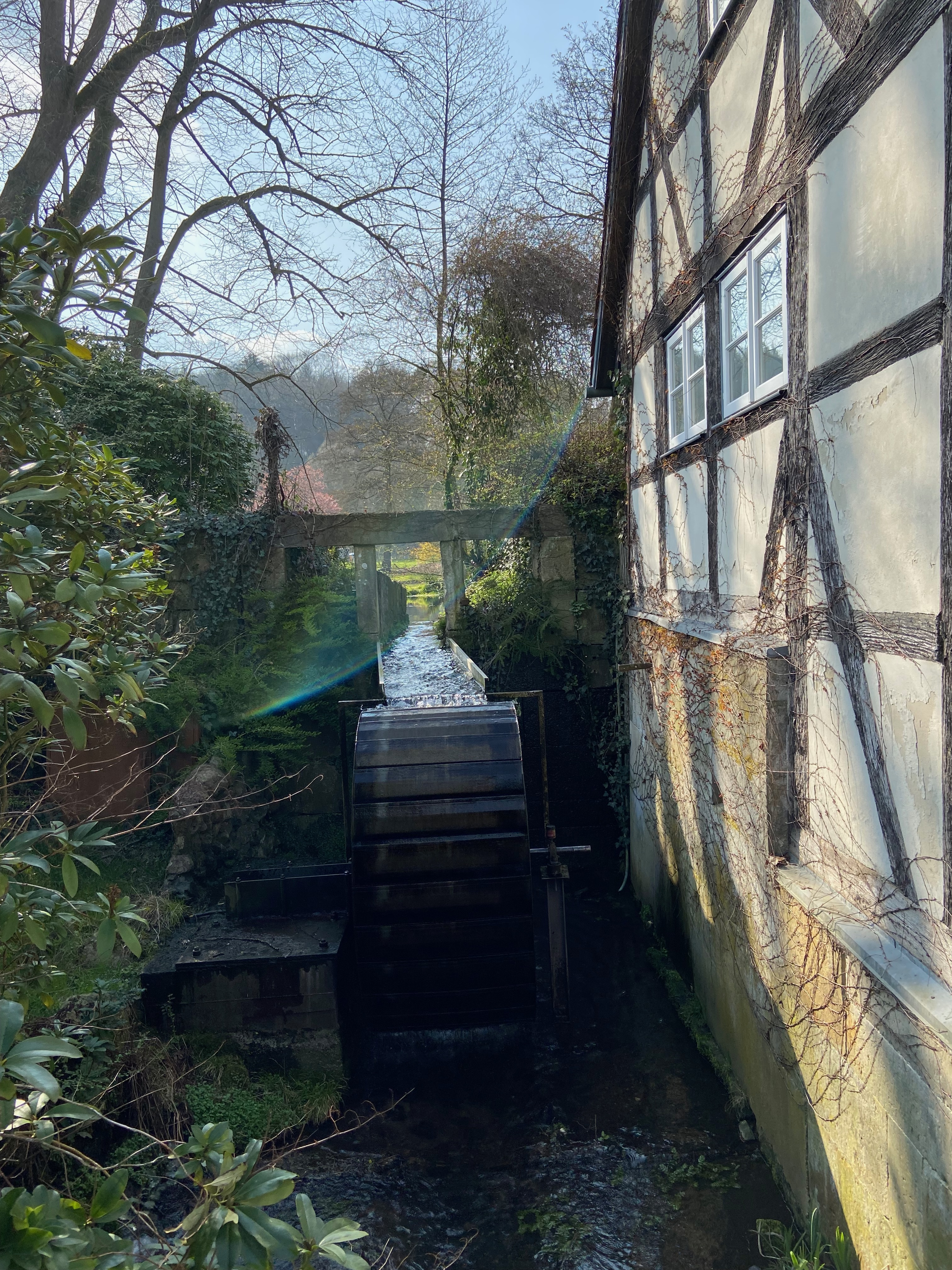
Das Mühlrad der Oyler Wassermühle

Die Oyler Wassermühle ist ein historisches Bauwerk in der Gemeinde Marklohe im Landkreis Nienburg/Weser in Niedersachsen. Sie befindet sich südlich des Oyler Bergs in unmittelbarer Nähe zu den Forellenteichen.

## Geschichte

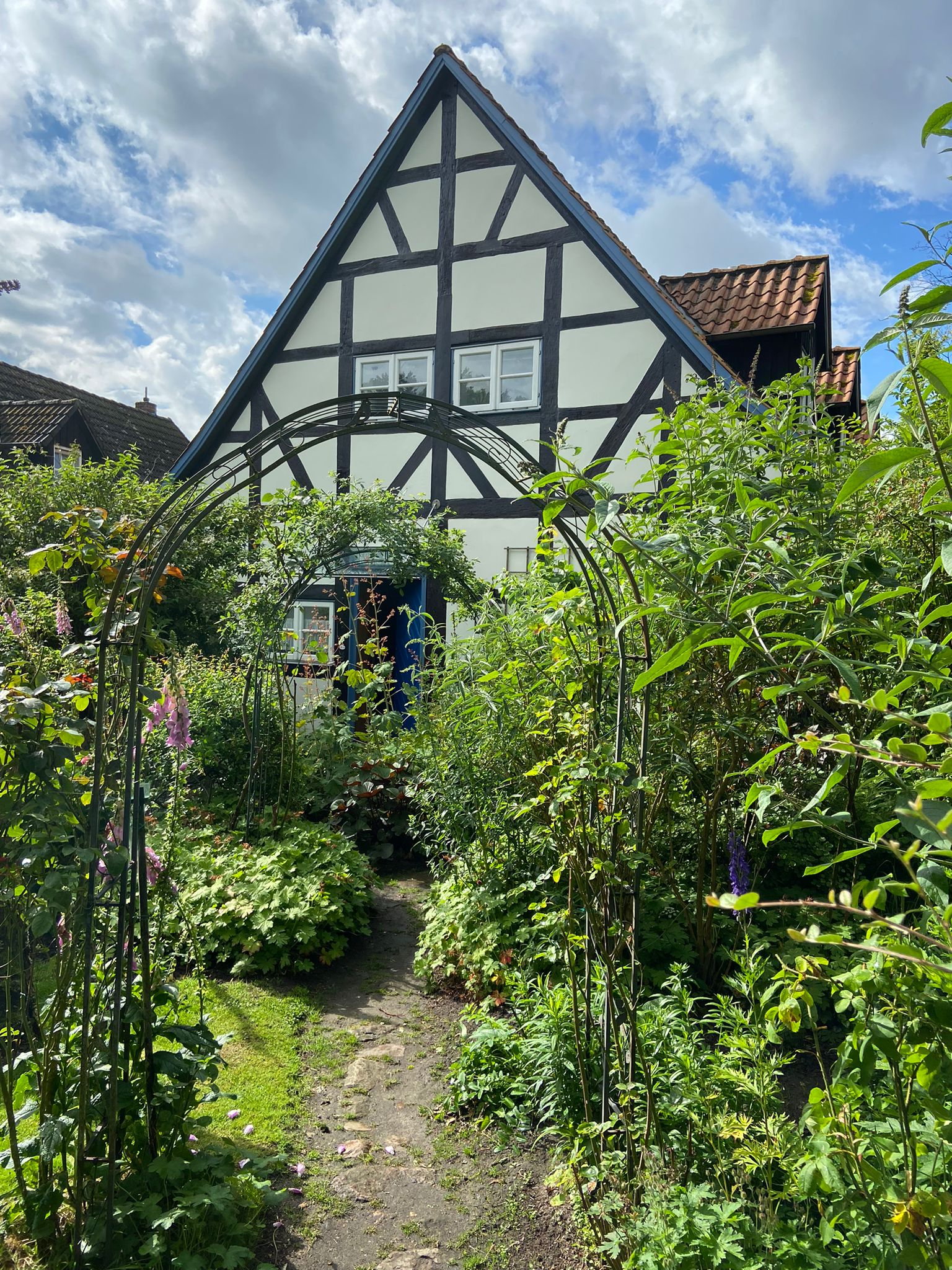
Im Ostgiebel des Mühlengebäudes befindet sich der Eingang

Das Mühlengebäude wurde im Jahr 1716 in traditioneller Fachwerkbauweise als eingeschossiger Ziegelfachwerkbau mit hell geputzten Gefachen unter einem Satteldach, mit Stau und Wasserführung aus Sandstein errichtet. Im Laufe der Zeit wurde es durch mehrere Anbauten erweitert, darunter auch eine angrenzende Scheune. Bis in die 1980er Jahre diente die Mühle der Verarbeitung von Getreide und war als funktionierende Wassermühle in Betrieb.
Zum Schutz des kulturhistorisch bedeutenden Bauwerks wurde die Oyler Wassermühle unter Denkmalschutz gestellt. Ende der 1980er Jahre wurden die später hinzugefügten Anbauten entfernt. Anschließend erfolgte eine umfassende Kernsanierung der Mühle und der Scheune unter Berücksichtigung denkmalpflegerischer Vorgaben. Im Zuge dieser Restaurierungsmaßnahmen wurde auch der zugehörige Garten mit Unterstützung von Landschaftsarchitekten neu gestaltet und in das Gesamtbild eingebunden.
Ein besonderes Merkmal der Oyler Mühle ist das Wasserrad, das im Laufe der Jahre mehrfach durch Bewohner des Ortsteils Oyle restauriert und instand gesetzt wurde. 
Die Oyler Wassermühle ist nicht nur ein bedeutendes Zeugnis regionaler Bau- und Technikgeschichte, sondern auch ein beliebtes Ausflugsziel. Gemeinsam mit dem nahegelegenen Restaurant am Oyler Berg trägt sie zur kulturellen Identität der Gemeinde Marklohe bei.